# Hans-Detlev Hennig

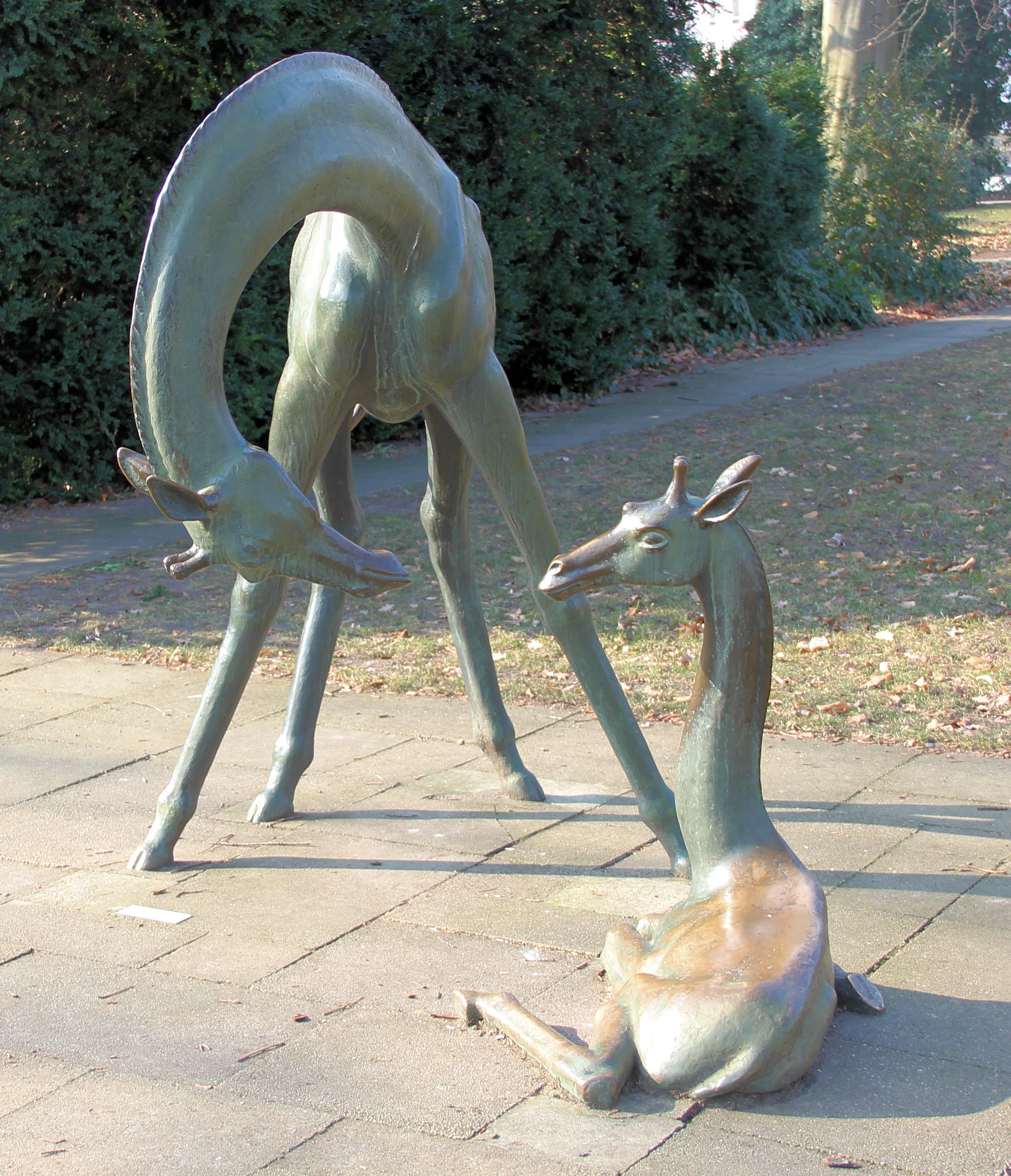
„Zwei Giraffen“ in Berlin

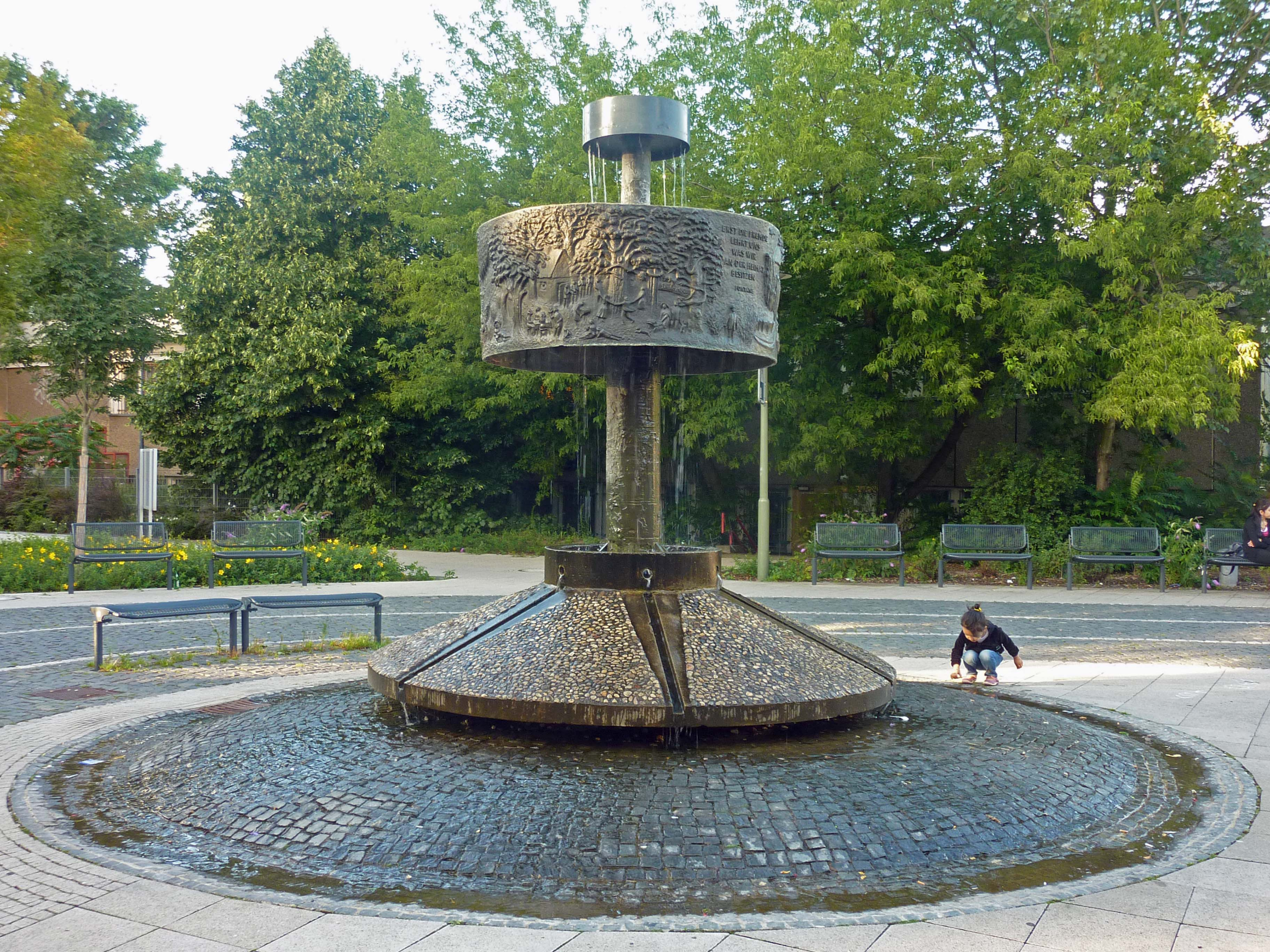
Fontanebrunnen in Berlin

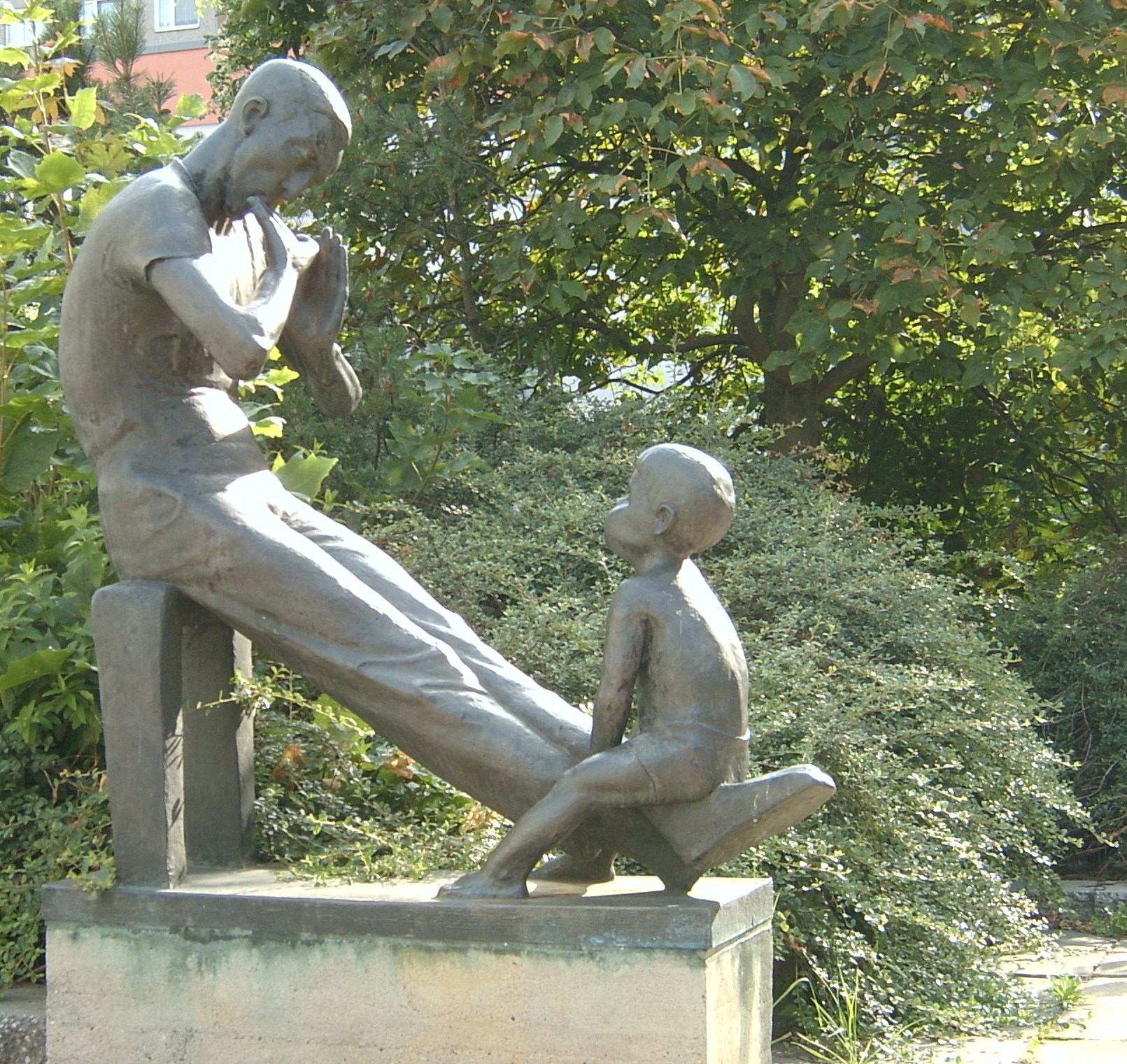
Mundharmonikaspieler in Frankfurt (Oder)

Hans-Detlev Hennig (* 23. Dezember 1927 in Luckau; † 9. November 2017) war ein deutscher Bildhauer.

## Leben
Hans-Detlev Hennig absolvierte von 1946 bis 1951 ein Studium an der Kunsthochschule Berlin-Weißensee unter anderem bei Heinrich Drake. Von 1952 bis 1955 war er Meisterschüler bei Fritz Cremer und danach freischaffend tätig. Er war bis 1990 Mitglied des Verbands Bildender Künstler der DDR und erhielt 1988 den Kunstpreis der DDR.
Hennig war ab 1954 mit Gisela Albrecht verheiratet und lebte in Berlin-Friedrichshagen. 1960 wurde die Ehe geschieden, nachdem seine Frau mit dem gemeinsamen Sohn die DDR illegal verlassen hatte.

## Werke

### Berlin
- Mundharmonikaspieler (eingelagert), 1964[3]
- Liegende (eingelagert), 1965[4]
- Familie, um 1965[5]
- Harmonikaspieler, 1965–1966[6] im Bellevuepark
- Reiherbrunnen, 1971[7][8]
- Giraffen, 1979–1980[9]
- Fontanebrunnen, 1982[10]
- Reiher, Entstehungszeit unbekannt[11]

### Frankfurt (Oder)
- Fontanebrunnen, 1984[12]
- Giraffe, 1979[13][14]
- Mundharmonikaspieler, 1985/87. Standort heute: Heilbronner Straße (neben dem ehemaligen Lichtspielhaus der Jugend)

### Gera
- Mundharmonikaspieler, 1962[15]

### Rostock
- Giraffen, 1979–1980
- Känguru, 1983
- Reihergruppe, 1980 (eingelagert)[16]

## Ausstellungen (mutmaßlich unvollständig)
- 1972/1973: Dresden, VII. Kunstausstellung der DDR

- 1975, 1980 und 1982: Berlin, Treptower Park („Plastik und Blumen“)

- 1985: Berlin, Bezirkskunstausstellung